# Vágsellye és Járása
A Vágsellye és Járása egy regionális közéleti hetilap volt a Magyar Királyságban. Dr. Pigler István alapította Vágsellyén. Alapításához jelentősen hozzájárult, hogy a régióban megjelenő, korábbi alapítású Vágsellye és Vidéke (Felvidéki Hírek) közéleti hetilap írásai egyre csökkenő terjedelemben foglalkoztak a vágsellyei régió híreivel. Első lapszáma 1913. december 4-én jelent meg. Vágsellyén nyomtatták Kollman Dávid nyomdájában. A lap az első világháború kitörésekor szűnt meg.